# 강원도의 코로나19 범유행
다음은 강원도에서의 코로나19 범유행에 대한 설명이다.

## 경과
강원도에서 첫 확진자가 발생하였다. 2명 모두 춘천시 거주자로 31번 확진자를 접촉한 것으로 추정 하고 있다.
2020년 3월 첫 사망자가 발생하였다. 태백시 거주자로 봉화해성병원에서 사망후 양성 판정을 받았다.
2020년 4월~5월 철원군에서 첫 사망자가 발생했다. 강원대학교병원, 원주세브란스기독병원에서 사망하였다.
2020년 11월~2023년 5월간 사망자가 1410명이 되었으며, 원주시, 속초시, 양양군, 강릉시, 동해시, 고성군, 춘천시, 영월군, 횡성군, 홍천군, 정선군, 양구군, 평창군, 화천군, 삼척시, 인제군에서 첫 코로나 사망자가 발생하였다. 강릉아산병원, 원주의료원, 속초의료원 외 24개소 치료중 사망하였다.
2021년 12월 11일, 강원도 누적 확진자가 1만명을 돌파하였다.
2022년 2월 8일, 강원도 누적 확진자가 2만명을 돌파하였다.
2022년 2월 17일, 강원도 누적 확진자가 3만명을 돌파하였다.
2022년 2월 22일, 강원도 누적 확진자가 4만명을 돌파하였다.
2022년 2월 25일, 강원도 누적 확진자가 5만명을 돌파하였다.
2022년 2월 28일, 강원도 누적 확진자가 6만명을 돌파하였다.
2022년 3월 3일, 강원도 누적 확진자가 7만명을 돌파하였다.
2022년 3월 5일, 강원도 누적 확진자가 8만명을 돌파하였다.
2022년 3월 6일, 강원도 누적 확진자가 9만명을 돌파하였다.
2022년 3월 8일, 강원도 누적 확진자가 10만명을 돌파하였다.
2022년 3월 14일, 강원도 누적 확진자가 15만명을 돌파하였다.
2022년 3월 18일, 강원도 누적 확진자가 20만명을 돌파하였다.
2022년 3월 23일, 강원도 누적 확진자가 25만명을 돌파하였다.
2022년 3월 29일, 강원도 누적 확진자가 30만명을 돌파하였다.
2022년 4월 9일, 강원도 누적 확진자가 40만명을 돌파하였다.
2022년 5월 15일, 강원도 누적 확진자가 50만명을 돌파하였다.
2022년 8월 10일, 강원도 누적 확진자가 60만명을 돌파하였다.
2022년 9월 10일, 강원도 누적 확진자가 70만명을 돌파하였다.
2022년 11월 26일, 강원도 누적 확진자가 80만명을 돌파하였다.
2023년 3월 11일, 강원도 누적 확진자가 90만명을 돌파하였다.